# ファメニアン
| 累代        | 代     | 紀           | 基底年代 Mya |
| ----------- | ------ | ------------ | ------------ |
| 顕生代      | 新生代 | 第四紀       | 2.58         |
| 顕生代      | 新生代 | 新第三紀     | 23.03        |
| 顕生代      | 新生代 | 古第三紀     | 66           |
| 顕生代      | 中生代 | 白亜紀       | 145          |
| 顕生代      | 中生代 | ジュラ紀     | 201.3        |
| 顕生代      | 中生代 | 三畳紀       | 251.902      |
| 顕生代      | 古生代 | ペルム紀     | 298.9        |
| 顕生代      | 古生代 | 石炭紀       | 358.9        |
| 顕生代      | 古生代 | デボン紀     | 419.2        |
| 顕生代      | 古生代 | シルル紀     | 443.8        |
| 顕生代      | 古生代 | オルドビス紀 | 485.4        |
| 顕生代      | 古生代 | カンブリア紀 | 541          |
| 原生代      | 原生代 | 原生代       | 2500         |
| 太古代      | 太古代 | 太古代       | 4000         |
| 冥王代      | 冥王代 | 冥王代       | 4600         |
| 1. 2. 3. 4. |        |              |              |

ファメニアン（英: Famennian）は、国際層序委員会によって定められた地質学用語である、地質時代名の一つ。3億7220万年前（誤差160万年）から3億5890万年前（誤差40万年）にあたる、後期デボン紀を二分した後期である。前の期は後期デボン紀前期フラニアン、続く期は前期石炭紀前期トルネーシアン。ファメヌ期とも呼ばれる。

## 大量絶滅
五大大量絶滅にも数えられる後期デボン紀の大量絶滅はファメニアンで起きている。ベルギーのフラニアン - ファメニアン境界付近とベトナムのデボン紀 - 石炭紀境界付近ではジベンゾフランとカダレンのピークが認められており、これはそれぞれ海洋への土砂流入と維管束植物を示す生命存在指標である。このことから、陸上植生の崩壊が示唆されている。
フラニアン - ファメニアン境界の大量絶滅においては、放散虫は被害を受けずに繁栄していたと考えられていた。しかし2002年には、放散虫は科レベルの多様性を失わなかったものの、属の27%がフラニアン末に絶滅していたことが判明した。ファメニアン期の1つ前の時代であるフラニアン期ではEntactinaria亜目が支配的な放散虫であったが、境界で放散虫群集の大転換が起き、ファメニアン期ではAlbaillellaria亜目とNassellaria亜目が繁栄した。

## 層序
ファメニアン階は1855年にベルギーの地質学者アンドレ・デュモンが提唱し、1981年に Subcommission on Devonian Stratigraphy が後期デボン系の層序に認めた。名称はベルギー南部のリュクサンブール州マルシュ＝アン＝ファメンヌに由来する。
ファメニアン階の基底は Palmatolepis triangularis の初出現と一致する。ファメニアンの最上部、すなわちトルネーシアン階の基底（石炭系の基底）はかつてアンモナイトの種 Gattendorfia subinvoluta の初出現とされていたが、現在ではそれよりも下のシフォノデラ属のコノドント Siphonodella praesulcata から進化した Sipohonodella sulcate の初出現で定義されている。

## 日本において
日本の岩手県大船渡市日頃市町長安寺に分布する長安寺層は三葉虫や腕足動物の化石に基づいて下部石炭系トルネーシアン階とされていたが、その砂岩頁岩卓越層から腕足動物セルアトリパや同じく腕足動物キルトスピリファーが産出したことから、フラニアン階からファメニアン階であると考えられている。キルトスピリファーはフラニアン階からファメニアン階を示す示準化石であり、小葉植物レプトフロエウム Leptophloeum と共に飛騨外縁帯（岐阜県安八郡安八町森部）、南部北上帯（岩手県釜石市・同県一関市東山町長坂・福島県相馬郡）、黒瀬川帯（高知県高知市鴻ノ森・同県高岡郡越知町横倉山・熊本県下益城郡内大臣・同県同郡美里町砥用）からも産出している。